# Polkaholik
»Polkaholik« je skladba in četrti single skupine Atomik Harmonik iz leta 2006. Avtorji skladbe so Dare Kaurič (glasba, besedilo), Mark Duran (tekst) in Martin Neumayer (besedilo). Video je režiral Jani Pavec.

## Snemanje
Producent je bil Martin Štibernik. Skladba je izšla na njihovem tretjem studijskem albumu Vriskaaaaj! pri založbi Menart Records na zgoščenki.

## EMA 2006
S to skladbo so se predstavili na EMI 2006 za nastop na Pesmi evrovizije 2006 v Grčiji. Na finalnem večeru, ki je potekal 29. januarja 2006, so Atomiki zasedli končno tretje mesto.

## Zasedba

### Produkcija
- Dare Kaurič – glasba, besedilo, producent
- Aleš Čadež – aranžma, programiranje
- Klaus Koschutnik – aranžma (3)
- Martin Neumayer – aranžma (3)
- Tommy Trinkl – aranžma (3)

### Studijska izvedba
- Špela Grošelj – vokal
- Špela Kleinercher – vokal
- Jani Pavec – vokal
- Dejan Čelik – harmonika

### Gostje
- Trio Svetlin – Dj Rumek remix
- Darwinn Mann – jamajški rap

## Maxi single
Zgoščenka
1. »Polkaholik« – 2:57
2. »Polkaholik« (remix by DJ Rumek) – 2:55
3. »Polkaholik« (apre ski mix) – 2:57
4. »Polkaholik« (karaoke) – 2:57
5. »Polkaholik Dance« (video) – 2:57